# Метохия (село)
 Тази статия е за селото в Област Кюстендил.  За областта в Косово вижте Метохия (област).  
Метохѝя е село в Западна България. То се намира в община Трекляно, област Кюстендил.

## География
Село Метохия се намира в планински район в Кюстендилското Краище, в източните склонове на Милевска планина, по поречието на река Метохийска. Селото е разпръснат тип, образувано от 10 махали: Тошкина, Бабагюринци, Възчукар (присъединена към селото през 1971 г.), Джокинци, Пауновци, Долня маала, Баздрачка маала, Велимировци, Спасичовци, Циганьете.
Преди Освобождението селото е било значително по-голямо и е включвало и махали от съседните села Чешлянци и Божица.

## История
Няма запазени писмени данни за времето на възникване на селото. Останките от късноантични селища и некропол свидетелстват, че района е населяван от дълбока древност.
Село Метохия е старо средновековно селище, регистрирано в турски данъчен регистър от 1570-1572 г. под името Метохино като тимар към нахия Сирищник на Кюстендилския санджак с 21 домакинства, 14 ергени, 4 бащини и 1 вдовица.
Името Метохия, както само подсказва, идва от това, че в землището на селото е имало метох – клон на Милевския манастир (сега в Сърбия) Св. Рангел или Св. св. Петър и Павел(виж Йордан Захариев). И в днешно време личат останки от каменни и тухлени зидове (зидини), при това на голям периметър. Според Йордан Захариев този метох или манастир е бил разтурен след нелеп произвол на калугерите, които са го обитавали и са опозорили една невеста от с. Извор. Пак според същия автор Шатковица е била махала на Метохия, но е отделена като отделно село след една делба на двама братя-турци, които са владеели землището.
Намирани са монети със знак М от едната и кръст от другата страна.
Село Шатковица е заличено от списъка на населените места в България през 1978 г., а землището му е присъединено към това на Метохия.
Активни миграционни процеси.

## Религии
Село Метохия принадлежи в църковно-административно отношение към Софийска епархия, архиерейско наместничество Кюстендил. Населението изповядва източното православие.

## Културни и природни забележителности
- Оброк. Намира се на около 600 метра югозападно от кметството, в местността „Света вода“.
- Паметник-чешма на загиналите във войните за национално обединение през 1912-1913 г., 1915-1918 г. и 1941-1945 г.

## Други
На Метохия е наречена улица в квартал „Факултета“ в София (Карта).